# Дуб В.Ф. Кайдаша
Дуб В.Ф. Кайдаша — ботанічна пам'ятка природи місцевого значення в Україні. Об'єкт природно-заповідного фонду Сумської області. 
Розташована у с. Куянівка Білопільського району Сумської області, вулиця Кайдаша, біля буд. 8. 
Площа - 0,03 га. Статус надано Рішенням Сумської обласної ради від 01.12.2006 року. Перебуває у віданні Куянівської сільської ради.
Охороняється унікальне вікове дерево дуба звичайного, назване на честь Героя Радянського Союзу Володимира Федоровича Кайдаша. Має особливе історико-культурне, еколого-освітнє та виховне значення.